# Trevor Blokdyk
Pas d'image ? Cliquez ici
Trevor Blokdyk est un pilote auto et moto sud-africain né le 30 novembre 1935 à Krugersdorp et décédé le 19 mars 1995 à Hekpoort.

## Carrière
Trevor Blokdyk, bien que né en Afrique du Sud, commence sa carrière de pilote en Grande-Bretagne sur moto. Il participe à plusieurs courses de speedway entre la fin des années 1950 et le début des années 1960 pour des écuries telles que les Poole Pirates, Ipswich Witches ou encore les Leicester Hunters. Après une course pour cette dernière équipe, il passe à l'automobile.
Il rentre en Afrique du Sud pour s'essayer à la Formule 1 dans des courses du championnat d'Afrique du Sud où il remporte une seule victoire avant d'enchaîner les résultats moyens.
On le croise de nouveau en Grande-Bretagne en 1962 dans le Championnat d'Europe de Formule Junior où il se fait assez remarquer pour ses performances.

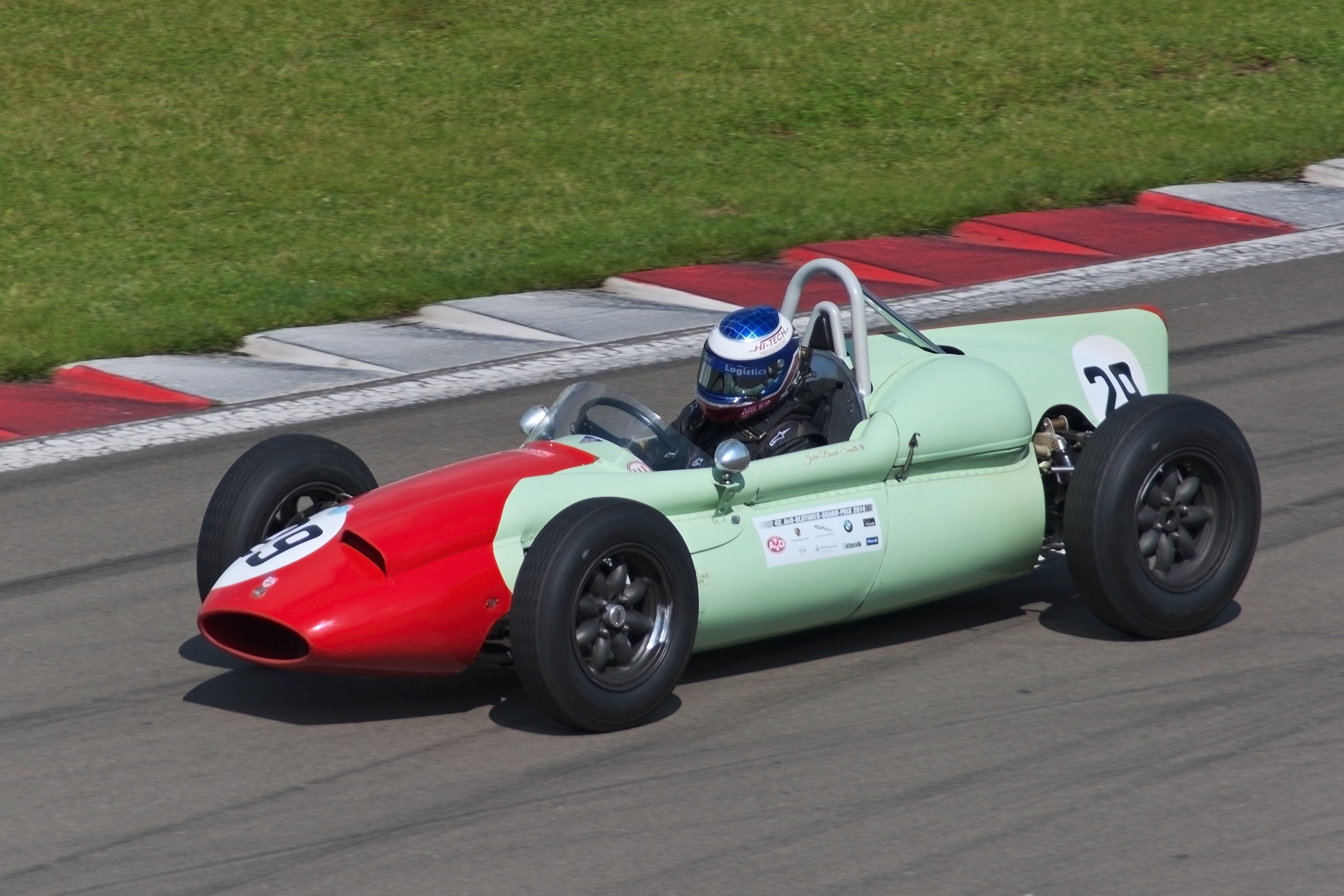
Une Cooper T51 comparable à celle que Trevor Blokdyk pilote.

En 1963 il participe à son seul Grand Prix comptant pour le championnat du monde de Formule 1, le Grand Prix automobile d'Afrique du Sud, au volant d'une Cooper T51 de la Scuderia Lupini ; il se classe douzième.
L'année suivante, il continue en Formule Junior et participe, en parallèle, au Championnat d'Europe de Formule 3, où il remporte trois victoires, à Monza, Magny-Cours et Nogaro. Il est également présent lors de deux Grands Prix du championnat d'Afrique du Sud de Formule 1, qu'il remporte.
En 1965, il tente à nouveau sa chance au Grand Prix automobile d'Afrique du Sud, mais ne parvient pas à se qualifier avec sa Cooper T59. Il subit un terrible accident dans les mois suivants, sur le circuit d'Albi lors d'une course de Formule 3. Il continue à piloter encore quelques années en Europe, en Formule 2 notamment, avant de prendre sa retraite sportive en 1969 pour devenir fermier dans le Transvaal. Il meurt dans sa ferme d'Hekpoort, d'une crise cardiaque à 59 ans.

## Résultats en championnat du monde de Formule 1
| Saison | Écurie          | Châssis    | Moteur      | Pneus  | GP disputés | Pole Positions | Victoires | Records du tour | Points inscrits | Classement |
| ------ | --------------- | ---------- | ----------- | ------ | ----------- | -------------- | --------- | --------------- | --------------- | ---------- |
| 1963   | Scuderia Lupini | Cooper T51 | Maserati L4 | Dunlop | 1           | 0              | 0         | 0               | 0               | n.c        |
| 1965   | Privé           | Cooper T59 | Ford L4     | Dunlop | 0 (1 Nq.)   | 0              | 0         | 0               | 0               | n.c        |